# Pomona
|  | Per a altres significats, vegeu «Pomona (desambiguació)». |

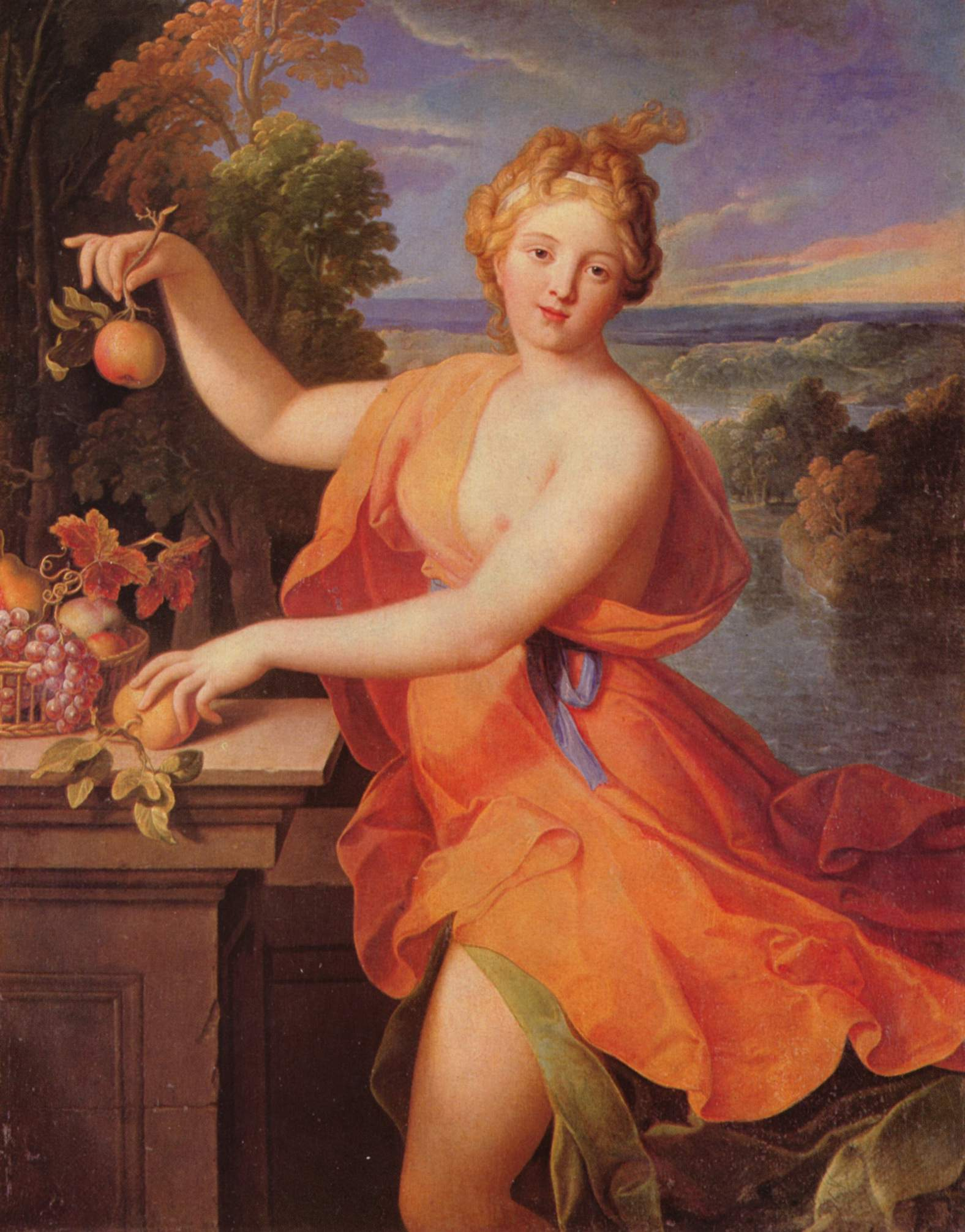
Pomona (pintura de Nicolas Fouché, c. 1700).

Pomona va ser una divinitat itàlica. Era la nimfa romana que presidia la maduració dels fruits, que conreava curosament en el seu bosc del Laci, el Pomonal, situat en el camí de Roma a Òstia. Un flamen el Flamen Pomonalis, vigilava aquest bosc i tenia cura del seu culte.
Els poetes expliquen diverses aventures amoroses de Pomona. La fan esposa de Picus, un rei llegendari del Laci. Per tenir-la a ella, el rei va rebutjar Circe, que com a revenja el va convertir en picot. Ovidi diu que s'havia relacionat amb Silvà, l'esperit tutelar dels camps i dels boscos, i que era l'esposa de Vertumne, divinitat que presidia els canvis de les estacions i la fecunditat de la terra, que va aconseguir de seduir-la i va formar amb ella una parella fidel.
William Smith diu que Pomona podria ser un dels atributs d'Ops, una deessa sabina de la fertilitat i de la terra.